# 宮崎市立小戸小学校
宮崎市立小戸小学校（みやざきしつ おどしょうがっこう）は、宮崎県宮崎市大工一丁目にある公立の小学校。

## 概要
歴史
1920年（大正9年）に「第二宮崎尋常小学校」として創立。現校名になったのは1950年（昭和25年）。2020年（令和2年）に創立100周年を迎えた。
校訓
「耕心」
校章
中央に校名の「小戸」の文字（縦書き）を配している。
校歌
1970年（昭和45年）に創立50周年を記念して制定。作詞は長嶺宏、作曲は有賀正助による。歌詞は3番まであり、各番の歌詞中に校名の「小戸」が登場する。
また、校歌に準ずるものとして、「小戸小子どもの歌」がある。歌詞は3番まである。
- 旧校歌 - 作詞は桑原育、作曲は妹尾良彦による。歌詞は2番まであり、両番に旧校名の「第二」が登場する。

通学区域
宮崎市のうち「千草町・元宮町・高松町・南高松町・北高松町・西高松町・末広一・二丁目・松橋一・二丁目・大工一～三丁目・鶴島一～三丁目・上野町（一部）・中央通（一部）」。中学校区は宮崎市立宮崎西中学校。

## 沿革
- 1920年（大正9年）4月5日 - 「宮崎県第二宮崎尋常小学校」が開校。初代校長に江藤文太郎が着任。当初の収容学年は1・2・5・6年の4学年8学級。児童数478名、職員数10名。
- 1921年（大正10年）6月 - 木造平屋建て校舎が完成し、全学年（6学年）を収容。12学級。児童数730名、職員数13名。
- 1923年（大正12年）1月 - 木造2階建て校舎を増築。
- 1924年（大正13年）4月 - 「宮崎市第二尋常小学校」に改称。17学級。児童数1,058名、職員数19名。
- 1925年（大正14年）6月 - 木造2階建て校舎を増築。奉安殿を設置。
- 1927年（昭和2年）4月 - 高等科を併置の上、「宮崎市第二宮崎尋常高等小学校」に改称。児童数1,686名。
- 1929年（昭和4年）
  - 4月 - 第六宮崎尋常小学校の新設に伴い、校区を改定。
  - 6月 - 木造2階建て校舎（4教室）を増築。
  - 8月 - 宮崎高等小学校の新設に伴い、高等科を廃止の上、「宮崎市第二宮崎尋常小学校」に改称。
- 1941年（昭和16年）4月1日 - 国民学校令施行により、「宮崎市第二宮崎国民学校」に改称。尋常科を初等科に改める。
- 1945年（昭和20年）9月 - 風水害のため、平屋建ての南校舎（8教室）が倒壊。
- 1946年（昭和21年）1月 - 奉安殿を撤去。
- 1947年（昭和22年）
  - 4月1日 - 学制改革（六・三制の実施）により、新制小学校「宮崎市立第二宮崎小学校」に改称。
  - 11月 - PTAを結成。
- 1948年（昭和23年）2月 - 平屋建て中校舎（10教室）が完成。
- 1950年（昭和25年）2月 - 平屋建て南校舎（6教室）が完成。敷地を拡張。「宮崎市立小戸小学校」（現校名）に改称。
- 1951年（昭和26年）7月 - 2階建て北校舎（18教室）が完成。41学級、児童数1,985名、職員数48名。
- 1953年（昭和28年）5月 - 本館が完成。
- 1954年（昭和29年）5月 - 2階建て西校舎（4教室）が完成。
- 1955年（昭和30年）6月 - 宮崎市立江平小学校西池分校（宮崎市立西池小学校の前身）の新設により、児童254名（1～5年）が転出。
- 1956年（昭和31年）4月 - 特殊学級を開設。プールが完成。
- 1958年（昭和33年）10月 - 学校給食を開始。
- 1960年（昭和35年）5月 - 鉄筋3階建て校舎（6教室）が完成。
- 1962年（昭和37年）4月 - 鉄筋3階建て校舎（6教室）が完成。
- 1966年（昭和41年）12月 - 鉄筋3階建て校舎（6教室）が完成。
- 1970年（昭和45年）
  - 2月 - 体育館が完成。
  - 3月 - 創立50周年を記念して、校旗・校歌を制定。鉄筋3階建て校舎（9教室）が完成。
- 1976年（昭和51年）4月 - 宮崎県立宮崎病院内の特殊学級を宮崎県立養護学校に移管。
- 1977年（昭和52年）4月 - 訪問学級を開設。
- 1978年（昭和53年）
  - 3月 - 鉄筋3階建て校舎が完成。
  - 4月 - 情緒学級を開設。
- 1979年（昭和54年）4月 - 訪問学級を宮崎県立養護学校に移管。
- 1981年（昭和56年）4月 - 言語学級を開設。
- 1983年（昭和58年）7月 - 新プールが完成。
- 1990年（平成2年）5月 - アコウを学校の木に制定。
- 1993年（平成5年）8月 - 台風により、校内のセンダンの大木が倒れる。
- 1998年（平成10年）3月 - 南校舎の西半分の大規模階造工事が完了。
- 1999年（平成11年）3月 - 南校舎の耐震補強工事が完了。
- 2000年（平成12年）
  - 3月 - 小プールが完成。
  - 4月 - 児童クラブを開設。
- 2019年（令和元年）11月 - 創立100周年記念「小戸まつり」を開催。
- 2020年（令和2年）8月21日 - 創立100周年記念式典を挙行。

## 交通
最寄りの鉄道駅
- JR九州 日豊本線 「宮崎駅」

最寄りのバス停留所
宮崎交通バス「東大工町」停留所
最寄りの幹線道路
- 国道10号
- 国道269号

## 周辺
- 宮崎県立宮崎病院・宮崎市 夜間急病センター小児科
- 宮崎高松通郵便局
- 宮崎市立宮崎西中学校
- 宮崎市立西池小学校
- 宮崎大学教育学部附属小学校